# Fandango!
Fandango! (с исп. — «Фанданго!») — четвёртый альбом рок-группы ZZ Top, вышедший в 1975 году на лейбле London Records. Альбом записывался с 30 декабря 1974 года, поступил в продажу 18 апреля 1975 года. Первая сторона пластинки представляет собой концертную запись выступления группы в концертном зале The Warehouse в Нью-Орлеане, вторая записана в студии. Название альбома буквально — это название испанского народного танца, однако здесь оно употребляется в ином значении.
Фанданго — это слово, описывающее недельный запой, который позволяют себе американские и мексиканские ковбои, когда они приходят с пастбищ и зажигают после перегона скота. Другими словами, это пати-альбом.
Оригинальный текст (англ.)Fandango is a word that described the weeklong blowout that American and Mexican cowboys would indulge in when they’d come in from the range and whoop it up at the end of a trail drive. In other words, this is a party album

## Об альбоме
После выхода в 1973 году коммерчески успешного альбома Tres Hombres группа взяла достаточно длительную паузу, в том числе для того, чтобы определиться с тем, в каком направлении им двигаться дальше. ZZ Top активно и с успехом гастролировали в этот период. Так, в Чикаго им пришлось выходить на бис пять раз, а в Саванне начались беспорядки из-за нехватки билетов. Во время трёх таких выступлений в Нью-Орлеане была записана концертная часть пластинки. Концертный зал The Warehouse был выбран не случайно. Билли Гиббонс говорил, что «там всё из дерева и всё замечательно. Звук такой же жирный, как побережье Мексиканского залива, и это даёт богатое, глубокое звучание». На концертной части группа исполняет как свои песни, так и версии песен других авторов.
Кое-кто думает, что мы сделали живую запись потому, что у нас не было студийного материала — но это не так… Мы долго не хотели выпускать новый альбом, который мог бы опустить в чартах взлетевший Tres (Hombres), потому что он по-прежнему хорош, так что мы законсервировали свои идеи и затем, когда пришло время для нового LP, мы решили забодяжить это с чем-то сыгранным вживую, просто потому что мы никогда такого не делали.
Оригинальный текст (англ.)Some people think it’s done live because we didn’t have any new studio material — but that’s not so…For a long time we didn’t want to put out a new album that would bump Tres down the charts ’cause it was still going real well so we kept putting things in the can and then, when it did come time for the LP, we decided to mess with some live stuff just ’cause we’d never done it before.
В основном считается, что концертная запись ZZ Top как группы, всегда отлично выступавшей вживую, имеет право на существование. «Если у кого-то оставались сомнения относительно выжигающей энергии группы во время выступлений, эта сторона (пластинки) хорошо об этом расскажет». Вместе с тем многие отзывы как времён выпуска альбома, так и современные, довольно язвительны. В июле 1975 года журнал Rolling Stone писал, что «„Фанданго“, их новый релиз, на котором одна сторона пластинки записана вживую, делает успех группы уже совершенно необъяснимым, предлагая девять минут фиглярства, названного „Backdoor Medley“, где группа подражает коровьему пуканью». «Этот альбом наполовину живой, наполовину студийный, и наполовину не великий».
«Живая» сторона — настоящее месиво. Просто несусветная мешанина, которая реально отвращает от прослушивания ещё каких-то их «живых» альбомов…Если они и вправду такая великолепная концертная группа, то они не сделали какой-то особенной работы, чтобы это подтвердить.
Оригинальный текст (англ.)The live side is a real mess. Just a huge mess that really puts me off hearing anymore of their live albums…If they’re really such a great live band, they’re not doing an especially good job proving it.
В отличие от концертной части, студийная часть альбома нареканий не вызывала, по крайней мере в музыкальной части. «К счастью (и неудивительно), четыре из шести новых студийных треков — абсолютная классика». «Студийная сторона демонстрирует, что дистилляция техасского мастерства продолжается».
Наполовину живой, наполовину студийный, альбом раздражает, потому что студийная сторона в тысячу раз лучше, чем смертельно скучное буги живой стороны.
Оригинальный текст (англ.)Half-live, half-studio, which is irritating because the studio side is about a thousand times better than the deadly dull boogie of the live side.
Однако при этом отмечались недостатки в текстах: «Скучная лирика, которую мог бы написать любой, у кого есть карандаш». Студийная часть записывалась, как и предыдущий альбом, в Мемфисе, на студии Ardent Studios.
В части звука альбома Марк Приндл отметил, что «прикол в том, что Билл Хэм делает звук в каждом альбоме разным в сравнении с другими. Этот альбом не тяжёлый и басистый, как Tres Hombres, и не блистательно-хорусный, как ни к чему не обязывающий Rio Grande Mud: вместо того он звучит как рок-альбом! Типа Thin Lizzy или чего-то такого».
Немедленно после выхода альбома группа отправилась в турне по США, дав 60 концертов, начиная с первого выступления в Хантингтоне в день выхода альбома и заканчивая выступлением в Грин-Бей 30 ноября 1975 года. Несмотря на то, что группа на тот момент не выступала в Великобритании, в 1975 году она была названа читателями Melody Maker международной надеждой года.
У альбома был большой успех: он вошёл в десятку чарта поп-альбомов 1975 года, а сингл «Tush» добрался до 20-го места в чарте синглов.
В 1986 году альбом был ремикширован для выпуска на CD и выпущен в том же году. Лишь 28 февраля 2006 года вышел CD с оригинальной записью 1975 года с добавлением трёх бонус-треков, а в 2009 году вышел и виниловый диск с оригинальной записью.

## Список композиций
Авторами всех композиций являются Билли Гиббонс, Дасти Хилл и Фрэнк Бирд, если не указано иное.

### Сторона «А»
- «Thunderbird» (live) — 4:08

«Thunderbird» (с англ. — «Бормотуха»). Название песни — это торговая марка дешёвого вина, распространённого в США. Оно выпускалось компанией E & J Gallo Winery, и название этого вина стало нарицательным в США для креплёного ароматизированного вина. В песне обыгрывается рекламный слоган этого вина: «What’s the Word? — Thunderbird; How’s it Sold? — Good and Cold; What’s the Jive? — Bird’s Alive; What’s the Price? — Thirty Twice» (с англ. — «Как называется? — «Thunderbird»; Каким продают? — Холодным и прекрасным; Как вставляет? — Летаешь как птичка; Сколько стоит? — Два раза по тридцать»). Более того, позднее рекламный слоган стал некоей формой приветствия: «What’s the Word? — Thunderbird!» (рус. Как дела? — Отлично!). Музыкально песня представляет собой «скоростное стандартное 12-тактовое буги-вуги».
Настоящими авторами песни являются участники локальной группы The Nightcaps, выступавшей в 1950-х годах, которая выпустила эту песню в своём альбоме Wine, Wine, Wine. ZZ Top, которые исполняли на концертах эту песню с 1975 года, согласились с тем, что выпущенная ими песня идентична и по музыке, и по тексту, и это даже признано судом. Тем не менее The Nightcaps проиграли судебный процесс, в том числе потому, что ZZ Top в 1975 году закрепили за собой права на песню, а к 1992 году, когда был подан иск, вышел срок исковой давности.
- «Jailhouse Rock» (Джерри Либер и Майк Столлер) (live) — 1:57.

«Jailhouse Rock» (с англ. — «Тюремный рок»). Песня, впервые исполненная Элвисом Пресли в 1957 году. «Адский кавер Элвиса».
- «Backdoor Medley» (live) — 9:25. Название этому медли дано по основной его теме, песне ZZ Top под названием «Backdoor Love Affair» c их дебютного альбома.
«Backdoor Love Affair» (Гиббонс, Хэм) — 1:10 (с англ. — «Интрижка на стороне»)
«Mellow Down Easy» (Вилли Диксон) — 3:39 (с англ. — «Спокойно расслабься»)
«Backdoor Love Affair No. 2» (Гиббонс) — 2:05 (с англ. — «Интрижка на стороне №2»)
«Long Distance Boogie» (Джон Ли Хукер) — 2:32 (с англ. — «Буги на расстоянии»)

Если первые две композиции на «живой» стороне оценивают в основном нейтрально («так себе») или даже неплохо («пропитанные энергией»), то об этом попурри отзываются в основном негативно.
«Backdoor Medley» — настоящая утиная какашка. Это девятиминутный трек, и в основном он состоит из скоростной игры на барабанах и парней, которые сыплют текстом так быстро, как они могут. 
Оригинальный текст (англ.) «Backdoor Medley» is the real duck's turd. It's a nine-minute track and most of it consists of rapid drumming and the guys rattling off lyrics as quickly as they can.
Один из обозревателей находит причину:
…стёбный «Thunderbird» и необязательный, но приемлемый кавер «Jailhouse Rock» — и затем влезть в девятиминутное попурри, где кажется больше желания воссоздать ненатуральную «отвязную» атмосферу, чем на самом деле играть на инструментах.
Оригинальный текст (англ.)…the hilarious 'Thunderbird' and an unnecessary, but acceptable cover of 'Jailhouse Rock' — and then engage in a nine-minute medley where they seem more intent on recreating the artificial «kick-ass» atmosphere than actually playing their instruments
Вместе с тем отмечается, что «Backdoor Medley» и «Jailhouse Rock» — прекрасные интерпретации, которые сделали известные композиции полностью совместимыми с фирменным звуком группы.

### Сторона «Б»
- «Nasty Dogs and Funky Kings» — 2:42

«Nasty Dogs and Funky Kings» (с англ. — «Мерзкие собаки и крутые короли»). Лирически песня о женском предательстве; исполнитель песни сначала задаётся вопросом, что может сделать «мерзкая собака», стараясь быть рядом с героиней песни, и приходит к выводу, что даже «крутой король» вряд ли сможет сделать что-то. Обозреватель журнала Rolling Stone называет песню лучшей в альбоме, но отмечает, что «с таким названием всё равно денег не заработать». Музыкально: «задолбавший блюз-рок», «отвязный грув».
- «Blue Jean Blues»  — 4:43

«Blue Jean Blues» (с англ. — «Блюз голубых джинсов»). Текст песни основан на реальной истории, произошедшей с Фрэнком Бирдом, когда девушка, которая его бросила, прихватила с собой джинсы Бирда, в которых вскоре пришла на выступление группы в компании нового дружка. «Печальный медленный блюз», с «феноменальной гитарой», «медленный, печальный и потрясающий блюз с акустико-электрическим оплакиванием», «изысканный и проникновенный». Терри Мэннинг отметил также техническую сторону записи: «Чистый и красивый звук. Я использую эту запись, чтобы показать, как можно работать с микрофонами в студии. Вы даже можете услышать тонкое гудение усилителей и почувствовать акустическую атмосферу вокруг ударной установки».
По словам Билли Гиббонса:
«В Техасе (в сравнении с Чикаго) блюз в большей степени базируется на септаккордах, которые и окрашивают музыку в то, что люди называют блюзом. Я думаю, мой подход к главным темам наших блюзовых вещей, типа Blue Jean Blues содержит те самые септаккорды в добавление к натуральным блюзовым характеристикам.  
Оригинальный текст (англ.)In Texas the blues was more based on the seventh note of the chord which coloured the music with that sound people call the blues. I think my approach to the lead lines on our blues stuff, like 'Blue Jean Blues', contains that seventh to add to the natural blues characteristics.
- «Balinese» — 2:39

«Balinese» (с англ. — «букв. Балинезийский»). Название песни — это название популярного танцпола и игорного клуба Balinese начала 1970-х годов, находящегося в городке Галвестон, расположенном на одноимённом острове в Мексиканском заливе, и песня представляет собой ностальгические воспоминания об этом танцевальном зале. «Вполне себе, но незапоминающийся поп-рок», «довольно пресный старый поп-рок».
- «Mexican Blackbird» — 3:07

«Mexican Blackbird» (с англ. — «Мексиканский чёрный дрозд»). В песне речь идёт о реально существовавшей мексиканской проститутке из городка Акунья на границе с Техасом, у которой отец был афроамериканцем (на сленге «пиковый туз» в песне), а мать — мексиканкой. Песня наполнена иносказаниями и намёками:
Вот скажи, какой текст я на самом деле не хочу слышать в песне о проститутке? «Как у орла крылья чёрной птицы раскинутся  для тебя». Почему? Потому что это так сбивает с толку! Что, ты думаешь, он имел в виду под «крыльями»? У проституток нет крыльев!!!! И что это за чепуха с «раскинутся»? Может хватит уже метафор?
Оригинальный текст (англ.)Say, you know what lyric I really don’t need to hear in a song about a prostitute? «The wings of the blackbird will spread like an eagle for you». Why? Because it’s so confusing! What do you think he means by «wings»? Prostitutes don’t have wings!!!! And what’s this «spread» nonsense? Enough with the metaphors!
«Чокнутый необычный трек, с уморительным вокалом Дасти Хилла», «как бы кантри-вестерн песня с протяжным мычанием реднека».
- «Heard it on the X» — 2:24

«Heard it on the X» (с англ. — «Слышал это на X»). «X» — это пиратская радиостанция X Rock 80 в Мексике, на границе с США. В 1960-е годы её вещание распространялось на большой территории южных штатов США, и песня — ностальгический «сердечный трибьют» этой радиостанции. «Настоящий хит…содержит в себе такой плотный феноменальный звук, которого у группы ещё не было», «крутой скоростной рок».
- «Tush» — 2:15

«Tush» (с англ. — «Задница»). «Сыгранное на кураже, хард-роковое отвязное буги», которое, выпущенное синглом, стало на тот момент самым успешным творением группы, замкнув десятку сингл-чарта. «„Tush“ — это накатывающийся горячей волной электрический блюзовый гитарный пульс c плотненько упакованным текстом, который не может быть более определённым». Текст песни в общем вращается вокруг одного рефрена: «Боже, дай мне уже какую-нибудь задницу». Дасти Хилл сказал, что «может, это и немного слишком для некоторых… Мы написали её во Флоренсе. Там было самое горячее шоу из тех, что у нас были. После обеда мы репетировали, нашли этот рифф и сразу стали его играть. Я пел в микрофон всё, что приходило в голову, и о чём я тогда думал?». Билли Гиббонс вспоминал: «Я обнаружил сингл Роя Хеда, на второй стороне которого был инструментал под названием „Свиная задница“. Я слабал рифф, и нам хватило трёх минут, чтобы написать песню прямо там». Вместе с тем Дасти Хилл отметил, что на юге США это слово (заимствованное из идиша) имеет и иное значение: прилагательное, означающее нечто «шикарное, очень роскошное, очень „лакшери“». Песня стала одной из любимых у слушателей и заняла 67-е место в списке VH-1 «100 величайших хард-рок песен».
В 1979 году группа Motörhead выпустила сингл «No Class». Гитарный рифф этой песни практически идентичен риффу «Tush». Обозреватель журнала Rolling Stone написал:
И да, всё это звучит немного (может даже немного слишком много) как «Tush» ZZ Top. Но честно, вы собираетесь быть тем, кто скажет это Лемми?
Оригинальный текст (англ.)And yeah, it all sounds a bit (maybe a bit too much) like ZZ Top’s "Tush." But, honestly, were you gonna be the one to tell Lemmy that?

Утверждается даже, что Лемми попросту украл этот рифф у ZZ Top.

### Бонус-треки
1. «Heard it on the X» (Live)
2. «Jailhouse Rock» (Live) (Либер, Столлер)
3. «Tush» (Live)

## Участники записи
- Билли Гиббонс — гитара, вокал
- Дасти Хилл — бас-гитара, бэк-вокал, вокал на «Jailhouse Rock», «Mexican Blackbird», «Tush», совокал на «Backdoor Medley» и «Heard It on the X»
- Фрэнк Бирд — ударные, перкуссия

Технический состав
- Билл Хэм — продюсер
- Терри Мэннинг — звукооператор
- Робин Брайан — звукооператор
- Терри Кан — звукооператор
- Боб Людвиг — звукооператор
- Джим Ривс — звукооператор
- Билл Хэм — концепция обложки
- Билл Нарум — оформление обложки
- Джон Декалб — фотография

## Позиции в хит-парадах
| Год       | Хит-парад                        | Высшая позиция | Пребывание в чарте |
| --------- | -------------------------------- | -------------- | ------------------ |
| 1975—1976 | Австралия (Kent Music Report)    | 61             | нет данных         |
| 1975—1976 | Великобритания (UK Albums Chart) | 60             | 1 неделя           |
| 1975—1976 | Канада (RPM Albums Chart)        | 1              | 65 недель          |
| 1975—1976 | США (Billboard Top LPs & Tape)   | 10             | 47 недель          |

| Хит-парад (1975)                   | Позиция |
| ---------------------------------- | ------- |
| Канада (RPM Year-End)              | 8       |
| США (Billboard Top Popular Albums) | 33      |
|                                    |         |
| Хит-парад (1976)                   | Позиция |
| Канада (RPM Year-End)              | 25      |

## Сертификации
| Регион                                                      | Сертификация | Продажи  |
| ----------------------------------------------------------- | ------------ | -------- |
| Канада (Music Canada)                                       | Платиновый   | 100 000^ |
| США (RIAA)                                                  | Золотой      | 500 000^ |
| ^ Данные о тиражах приведены только на основе сертификации. |              |          |